# زمین‌لرزه ۱۹۲۲ تایوان
زمین‌لرزه تایوان در تاریخ ۱ سپتامبر ۱۹۲۲ میلادی، برابر با ‎۹ شهریور ۱۳۰۱، ساعت ۱۹:۱۶:۰۹ به زمان یوتی‌سی در تایوان رخ داد. ژرفای این زلزله ۳۵ کیلومتر بود. بزرگی آن ۷٫۵ در مقیاس Mw اعلام شده‌است. زمین‌لرزه به وقت محلی در روز شنبه، ساعت ۳ روی داده و منطقه زمانی آن یوتی‌سی +۸ بوده‌است.
سازمان زمین‌شناسی آمریکا نیز جای این زمین‌لرزه را در مختصات ۲۴°۳۰′شمالی ۱۲۲°۰۰′شرقی / ۲۴٫۵°شمالی ۱۲۲°شرقی و بزرگی آنرا برابر با ۷٫۶ در مقیاس ریشتر اعلام کرده‌است.
شمار کشتگان زلزله حدود ۵ نفر بوده‌است. تعداد زخمیان ۷ نفر برآورده شده‌است.